# Замбро-Фолс (город, Миннесота)
Замбро-Фолс (англ. Zumbro Falls) — город в округе Уабаша, штат Миннесота, США. На площади 1,2 км² (1,2 км² — суша, водоёмов нет), согласно переписи 2002 года, проживают 177 человек. Плотность населения составляет 148,1 чел./км².
- Телефонный код города — 507
- Почтовый индекс — 55991
- FIPS-код города — 27-72310[1]
- GNIS-идентификатор — 0654507[2]